# María de Jesús de la Fuente Casas
María de Jesús de la Fuente Casas, também conhecida como María O 'Higgins ( Rayones, Nuevo León, 18 de outubro de 1920) é advogada e professora mexicana.   Pioneira no estabelecimento da defesa jurídica dos direitos da mulher em Nuevo León e fundadora da Escola de Serviço Social da Universidade Autônoma de Nuevo León (UANL).

## Trajetória
Licenciou-se em Ciências Jurídicas pela Faculdade de Direito da Universidade Autônoma de Nuevo León de 1940 a 1945, tendo sido uma das primeiras mulheres licenciadas na referida instituição e também fez uma estadia académica na Escola de Artes Plásticas da mesma universidade. Como advogada estagiária, participou da distribuição agrária de Nuevo León ordenada pelo então presidente Lázaro Cárdenas, o que motivou De La Fuente a se conscientizar de ajudar as pessoas mais carentes da sociedade e defender como advogada os direitos das mulheres. Por este motivo, acertou com o então governador do estado de Nuevo León, Arturo B. de la Garza, a instalação da primeira Defensoria Pública da Mulher naquele estado.
Em 1947 foi fundadora da Escola de Trabalho Social da UANL, escola na que foi professora da matéria Princípios gerais de Direito até 1949.
Em 1958 conheceu na UANL ao pintor Pablo O'Higgins, com quem contraiu casal. A partir de 1983 gere a exposição, colecção e documentação da obra de Pablo Ou' Higgins, encarregando-se de sua resguardo e promoção cultural. Desde 1997 é presidenta da Fundação Cultural María e Pablo Ou'Higgins.